# Piper cubeba
Il cubebe (Piper cubeba L. f.), conosciuto anche come pepe di Giava, è una pianta della famiglia delle Piperaceae, diffusa nel sud-est asiatico.
È coltivata per i suoi frutti, che vengono poi fatti essiccare per essere usati come spezie e dai quali si ricavano oli essenziali.

## Storia
Nel quarto secolo a.C., Teofrasto accenna ad una spezie, il komakon, usata insieme alla cannella come ingrediente in miscele aromatiche. Guillaume Budé e Claudius Salmasius hanno identificato tale komakon con il cubebe, vista la rassomiglianza che la parola ha con il nome giavanese del cubebe: kumukus; questo ci fornirebbe inoltre la prova, se non di un commercio diretto tra la Grecia e Giava, almeno di una diffusione dei prodotti giavanesi anche nel bacino del mediterraneo. Nel medioevo arriva in Europa dall'India attraverso il commercio con gli arabi; divenne una delle spezie più usate e diffuse. Il nome cubebe viene dall'arabo kabāba (كبابة) che è, forse, una traslitterazione della parola francese antica quibibes. Nel libro Le mille e una notte il cubebe è nominato come un rimedio per l'infertilità; questo ci dimostra il suo utilizzo nella medicina araba.
Nel XIII secolo Marco Polo descrive Giava come la maggior produttrice di Cubebe.
Nel XIV secolo, il cubebe è stato importato in Europa dal litorale del grano, con lo pseudonimo di pepe, dai commercianti di Rouen e di Lippe. John Parkinson, nel suo Theatrum Botanicum, afferma a che intorno al 1640 il re del Portogallo avrebbe proibito la vendita di cubebe per promuovere il pepe nero; in seguito a questo il suo uso in Europa sarebbe declinato fino quasi a scomparire. Sarebbe tornato alla ribalta nel diciannovesimo secolo come pianta medicinale. Continua ad essere usato come aromatizzante per i gin e le sigarette nell'ovest e come condimento per alimenti in Indonesia ed in Africa.

## Descrizione

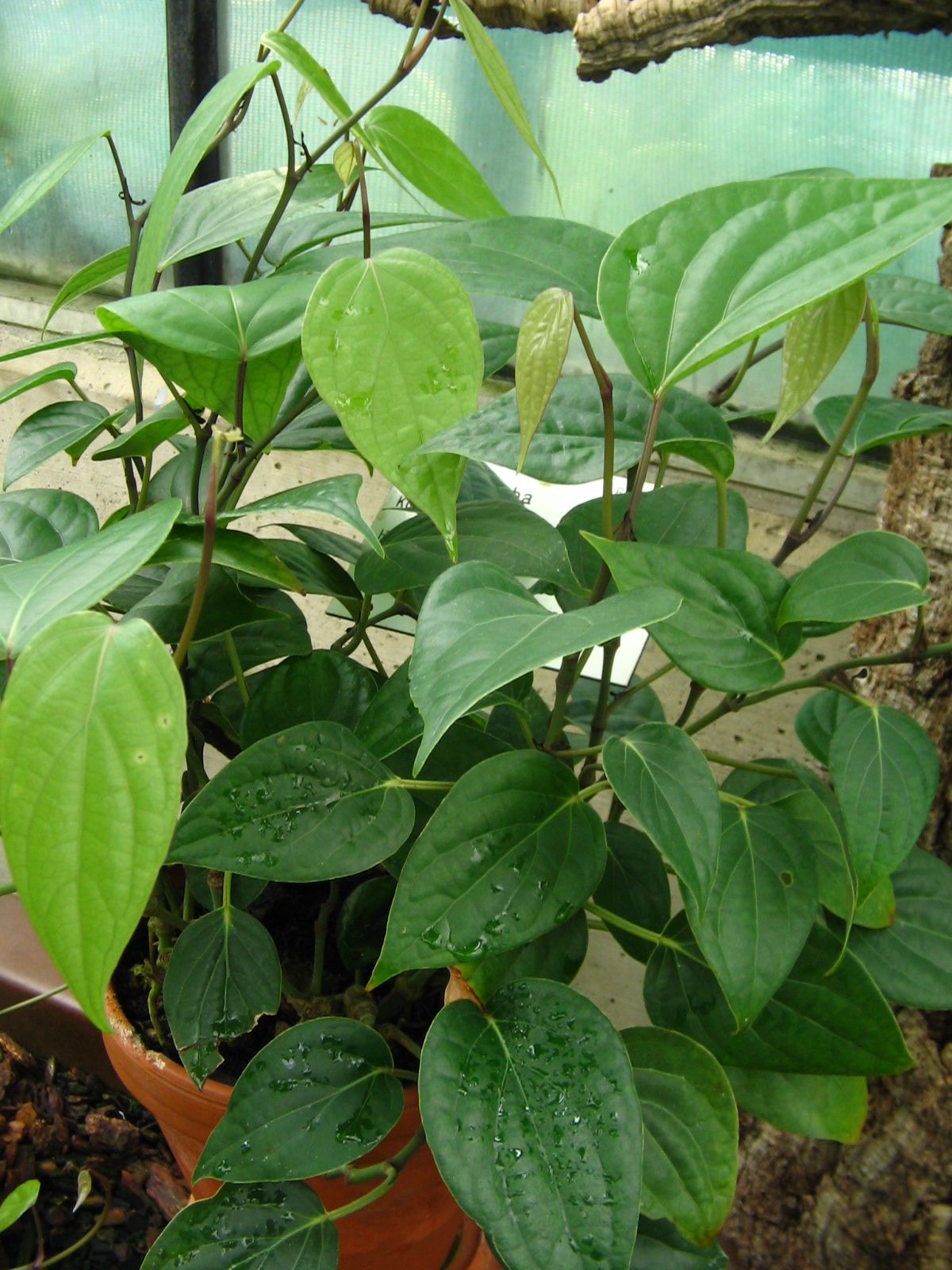

È una pianta rampicante che può raggiungere i 6 metri.
Ha foglie ovali e allungate, coriacee e di colore verde scuro.
I fiori sono sessili e riuniti in infiorescenze.
Il frutto è una drupa, simile alle drupe di pepe nero. Il pericarpo del frutto essiccato è grinzoso, il seme interno è bianco e oleoso (contiene numerosi oli essenziali). L'aspetto del frutto è molto simile a quello del pepe nero, col quale spesso è stato confuso, per questo viene anche chiamato pepe grigio.

## Distribuzione e habitat
La specie è diffusa in Myanmar, Malaysia peninsulare, Vietnam e nell'arcipelago della Sonda.

## Principi attivi
- Cubebina (C10H10O3), sostanza cristallina scoperta da Eugène Soubeiran nel 1839.
- Canfora di cubebe o cubebene C15H24.
- Acido cubebico.
- Sesquiterpeni (cariofillene, copaene, α- e β-cubebene, δ-cadinene, germacrene).
- Monoterpeni (sabinene 50%, α-thujene, carene).

## Usi

### Culinario
Ha un odore gradevole e aromatico ed un gusto associabile al pimento ma con note più amare. Poiché era molto diffuso nel Medioevo, molte ricette risalgono a quel periodo. Viene usato in ricette di carne o salse. Può anche essere candito con zucchero o glassa di tamarindo. Nella cucina marocchina è spesso utilizzato in pasticceria; inoltre può comparire occasionalmente nella lista degli ingredienti per il ras el hanout. Nella cucina indonesiana può essere ingrediente del masala. In Polonia è usato per l’Ocet Kubebowy, un condimento tipico composto di aceto, cubebe, cumino e aglio.

### Medicinale
Sigarette al cubebe erano, fino a non molti anni fa, usate frequentemente per il trattamento di asma, faringiti croniche e riniti allergiche. L'olio di cubebe è stato incluso nella lista degli additivi delle sigarette pubblicata dal Settore Prevenzione e Controllo Tabacco del Dipartimento della Salute del Nord Carolina.

### Cosmetico
Il cubebe spesso è utilizzato nella cosmesi per adulterare l'olio essenziale di patchouli.
Diverse note case cosmetiche utilizzano il cubebe nei loro prodotti antirughe.